# Cicurina intermedia
Cicurina intermedia là một loài nhện trong họ Dictynidae.
Loài này thuộc chi Cicurina. Cicurina intermedia được Ralph Vary Chamberlin & Wilton Ivie miêu tả năm 1933.